# Elektrontemperatur
Ett plasma kan ses som en blandning av olika gaser av laddade partiklar, dvs joner och elektroner. Det är vanligt att plasmat som helhet inte är i termodynamisk jämvikt, men att var och en av de ingående gaserna har en någorlunda välbestämd temperatur. Man talar då om elektrontemperatur och jontemperatur.